# Kasper Frederiksen
Niels Frederik Johan Kasper Frederiksen (* 16. Oktober 1890 in Iginniarfik; † unbekannt) war ein grönländischer Landesrat.

## Leben
Kasper Frederiksen war der Sohn des Udstedsverwalters Niels Frederik Johan Henrik Frederiksen (1833–?) und seiner Ehefrau Debora Abelone Tekla Andreasen (1859–?). Sein Bruder war Abel Frederiksen (1881–?).
Kasper Frederiksen war Jäger in Iginniarfik. 1917 wurde er in den nordgrönländischen Landesrat gewählt, wo er bis zum Ende der Legislaturperiode 1922 blieb.